# The Social Network Song
The Social Network Song (OH OH -- Uh - OH OH), précédemment Facebook Uh, Oh, Oh, est la chanson de l'artiste saint-marinaise Valentina Monetta qui représente Saint-Marin au Concours Eurovision de la chanson 2012 à Bakou, en Azerbaïdjan.

## Eurovision 2012
La chanson est présentée le 16 mars 2012 sous le titre "Facebook Uh, Oh, Oh" à la suite d'une sélection interne.
On apprend le 18 mars 2012 que la chanson ne sera finalement pas représentée lors du concours eurovision de la chanson après la décision du groupe de référence qui s'est réuni ce jour-ci. En effet, le règlement de l'Eurovision prévoit de façon précise qu'une chanson ne peut contenir de messages politiques ou commerciaux. Or le nom Facebook est précisément une marque commerciale plusieurs fois répétée dans la chanson de Valentina Monetta. 
Cependant, la fin des sélections se terminant le 19 mars 2012, le groupe de référence laisse à la télévision de Saint-Marin jusqu'au vendredi 23 mars, midi pour trouver une alternative. Soit la chanson subit une modification des paroles, soit elle est purement remplacée par une autre. 
Le vendredi 22 mars 2012, la télévision saint-marinaise organise une soirée spéciale pour présenter la nouvelle version de la chanson: celle-ci est rebaptisée "The Social Network Song". Les différentes mentions de la marque Facebook dans les paroles sont remplacées par "Uh Oh", "Hello", ou bien "Beep beep".
Elle doit participer à la première demi-finale du Concours Eurovision de la chanson 2012, le 22 mai 2012. Elle termine 14e et ne parvient pas à se qualifier pour la finale.